# Circuito Montañés
El Circuito Montañés, también conocido como Circuito Montañés Internacional, es una carrera ciclista celebrada en Cantabria (España), donde se dan cita anualmente grandes promesas del ciclismo de todo el mundo.
Ha existido a lo largo de tres etapas diferentes. Hasta su segunda desaparición, tras la edición de 2010, estuvo encuadrado por la Unión Ciclista Internacional en la categoría 2.2 dentro del UCI Europe Tour. La prueba se recuperó en el año 2022 con cinco días de competición (cuatro desde 2023) en formato challenge, para la categoría de élite y sub-23.

## Historia
El Circuito Montañés nació en Torrelavega y su primera edición se celebró en 1954 bajo el nombre de Gran Premio Ciclista Montañés en el que participaron grandes ciclistas como Miguel Poblet y Miguel Bover. Al final se coronaría ganador Julio San Emeterio. Cabe destacar también que hasta el año 1963 la carrera fue exclusivamente para profesionales. En ese año hubo un parón de la prueba que se retomó en el año 1986 a partir del cual solo podían tomar parte corredores amateurs, cambiándose de nuevo el formato en 1996 al actual open que permite la participación de sub-23, élites y profesionales de tercera división ya encuadrada dentro del calendario profesional UCI (categoría UCI 2.5). Y ya desde 2005 (año de la creación de los Circuitos Continentales UCI), renombrada por la categoría UCI 2.2, siendo igualmente última categoría del profesionalismo, pudiendo competir equipos Continentales (anteriormente tercera división) junto con los amateurs.
En 2011 se comunicó que la prueba no se iba a disputar ese año, quedándose en el aire si en un futuro podría volver a celebrarse. Durante la historia de la competición han sido 34 corredores los que se han hecho con el título de campeón del circuito entre los que cabe destacar por su extenso palmarés a Eusebio Vélez, Jesús Montoya, José María Jiménez, Javier Otxoa, Robert Gesink, Bauke Mollema o Tejay van Garderen por citar algunos.
En 2022 se recuperó la prueba bajo la organización de la empresa cántabra Sportpublic, con un formato challenge de cinco etapas en tres provincias (tres en Cantabria, una en La Rioja y una en Burgos). El ganador final fue el ciclista ruso Gleb Syritsa, tras vencer en cuatro de las cinco etapas disputadas.

## Palmarés

### Primera etapa (1954-1963)

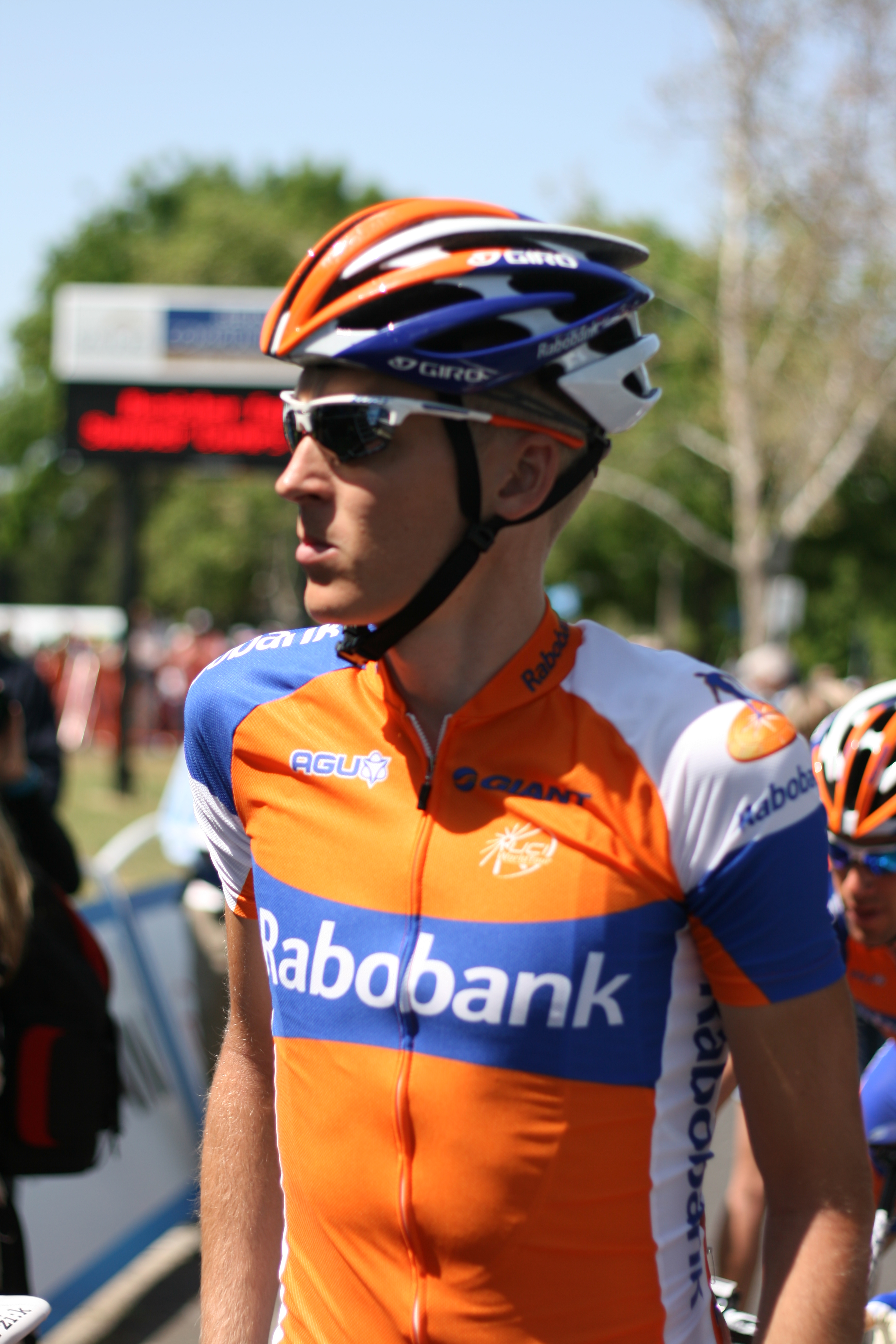
Robert Gesink, ganador del Circuito Montañés 2006.

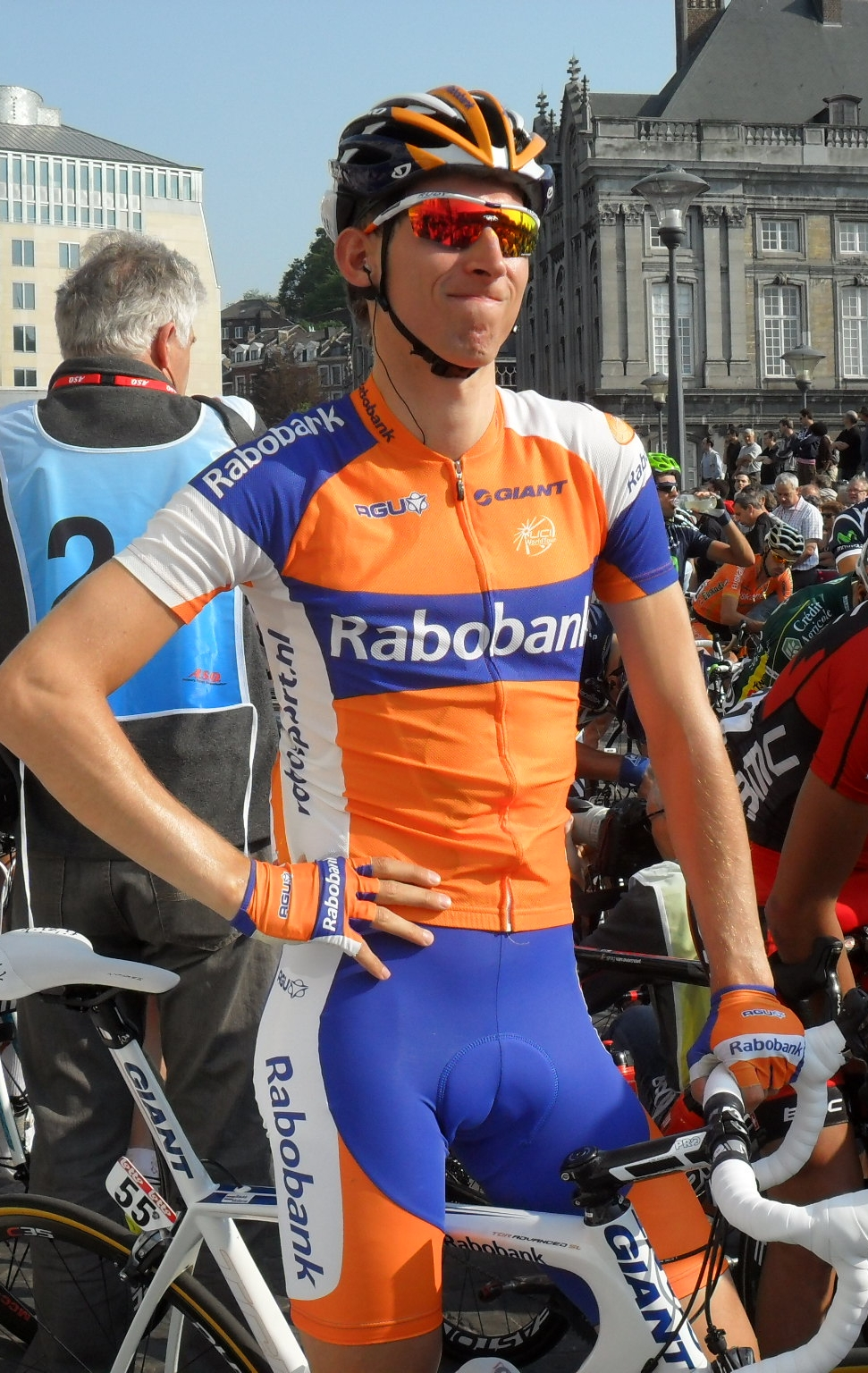
Bauke Mollema, ganador del Circuito Montañés 2007.

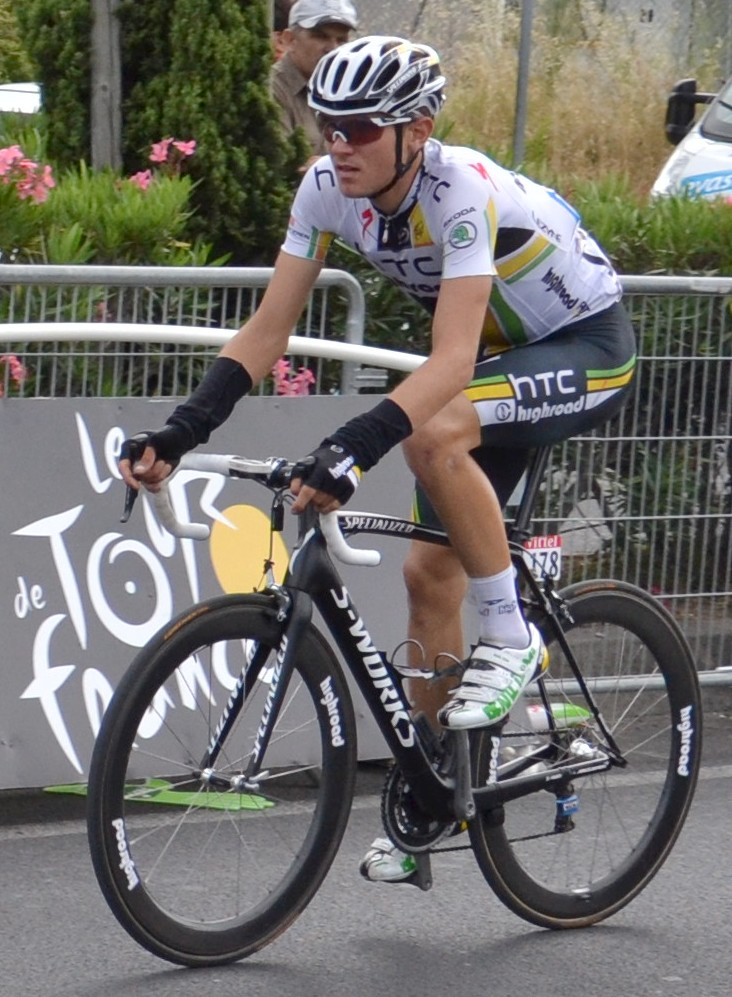
Tejay van Garderen, ganador del Circuito Montañés 2009.

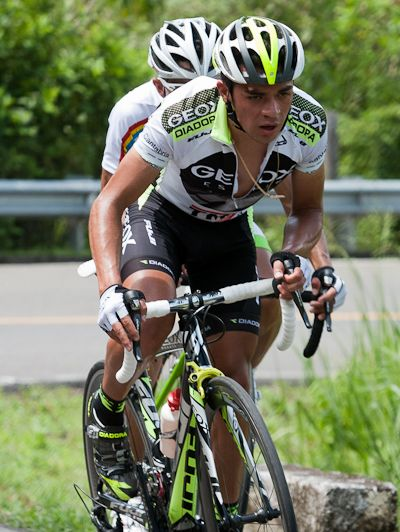
Fabio Duarte, ganador del Circuito Montañés 2010.

| Año  | Primero              | Segundo              | Tercero             | GP de la Montaña    |
| ---- | -------------------- | -------------------- | ------------------- | ------------------- |
| 1954 | Julio San Emeterio   | Adolfo Cruz          | Dalmacio Langarica  | Gabriel Company     |
| 1955 | Gabriel Company      | Francisco Masip      | José Mateo Gil      | Gabriel Company     |
| 1956 | Carmelo Morales      | Julio San Emeterio   | Jesús Loroño        | Jesús Loroño        |
| 1957 | Benigno Azpuru       | Antonio Ferraz       | Carmelo Morales     | Carmelo Morales     |
| 1958 | Roberto Morales      | Carmelo Morales      | Antonio Ferraz      | Carlos Pérez        |
| 1959 | Jesús Galdeano       | Carmelo Morales      | Julio San Emeterio  | Antonio Karmany     |
| 1960 | Manuel Martín Piñera | José Urrestarazu     | José Antonio Musitu | José Antonio Musitu |
| 1961 | Carmelo Morales      | José Pérez Francés   | Ángel Rodríguez     | Ventura Díaz        |
| 1962 | Emilio Cruz          | José Sousa           | Sebastián Elorza    | Emilio Cruz         |
| 1963 | Eusebio Vélez        | Manuel Martín Piñera | Julio Jiménez Muñoz | Julio Jiménez Muñoz |

### Segunda etapa (1986-2010)
| Año  | Primero                  | Segundo                    | Tercero                |
| ---- | ------------------------ | -------------------------- | ---------------------- |
| 1986 | Jesús Montoya            | José López San Julián      | Manuel Gonzalo         |
| 1987 | Francisco Javier Mauleón | Andrzej Mierzejewski       | Manuel Gonzalo         |
| 1988 | Víctor Gonzalo           | José María Ahedo           | Juan José Martínez     |
| 1989 | Fernando Piñero          | José Luis Díaz             | Federico García        |
| 1990 | José Luis de Santos      | Javier Díaz                | Javier Urrutia         |
| 1991 | Arturas Kasputis         | Félix García Casas         | José Luis Arrieta      |
| 1992 | José María Jiménez       | Pascal Hervé               | Gerri Kekhba           |
| 1993 | Thierry Elissalde        | Arvis Piziks               | Mariano Rojas          |
| 1994 | José Castelblanco        | Josué Barrigón             | Raubar Gogdan          |
| 1995 | Jean-Yves Duzellier      | Raido Kodanipork           | Eric Frutoso           |
| 1996 | Javier Otxoa             | José Luis Rebollo          | Davy Dubbeldam         |
| 1997 | Kurt Van de Wouwer       | Francisco Tomás García     | José Luis Sánchez      |
| 1998 | Alexei Sivakov           | Daniel Schnider            | Graciano Recinella     |
| 1999 | David Vázquez            | Glenn D'Hollander          | Ricardo Valdés         |
| 2000 | Dave Bruylandts          | Adolfo García Quesada      | Juan Gomis             |
| 2001 | Rafael Mila              | Rubén Lobato               | Julen Fernández        |
| 2002 | Óscar Serrano            | Sergio Domínguez           | Moisés Dueñas          |
| 2003 | Steven Kleynen           | José Ángel Gómez Marchante | Antonio López Carrasco |
| 2004 | Fernando Serrano         | Antonio López Carrasco     | Alexis Rodríguez       |
| 2005 | Sergio Domínguez         | Diego Gallego              | Sergio Pardilla        |
| 2006 | Robert Gesink            | Timothy Jones              | Israel Pérez           |
| 2007 | Bauke Mollema            | Lucas Persson              | Jaume Rovira           |
| 2008 | Alekséi Shchebelin       | Tejay van Garderen         | Roman Klimov           |
| 2009 | Tejay van Garderen       | Jonathan Castroviejo       | Sergio Pardilla        |
| 2010 | Fabio Duarte             | Carlos Oyarzún             | Higinio Fernández      |

### Tercera etapa (2022-presente)
| Año  | Primero            | Segundo           | Tercero         |
| ---- | ------------------ | ----------------- | --------------- |
| 2022 | Gleb Syritsa       | Francisco Rus     | Benjamín Prades |
| 2023 | David González     | Alain Suárez      | Edgar Curto     |
| 2024 | Ander Ganzabal     | Álex Díaz         | Pablo García    |
| 2025 | Franklin Archibold | Victor Castellano | Pablo Ara       |

## Palmarés por países
| País           | Victorias | Años | Ciclistas |
| -------------- | --------- | --- | --------- |
| España         | 24        | 1954, 1955, 1956, 1957, 1958, 1959, 1960, 1961, 1962, 1963, 1986, 1987, 1988, 1989, 1990, 1992, 1996, 1999, 2001, 2002, 2004, 2005, 2023 y 2024 | 23        |
| Bélgica        | 3         | 1997, 2000 y 2003 | 3         |
| Francia        | 2         | 1993 y 1995 | 2         |
| Países Bajos   | 2         | 2006 y 2007 | 2         |
| Rusia          | 3         | 1998, 2008 y 2022 | 3         |
| Colombia       | 2         | 1994 y 2010 | 2         |
| Lituania       | 1         | 1991 | 1         |
| Estados Unidos | 1         | 2009 | 1         |
| Panamá         | 1         | 2025 | 1         |

## Maillots
- Amarillo: clasificación general. Último ganador: Ander Ganzabal.
- Verde: regularidad. Último ganador: Ander Ganzabal.
- Blanco con puntos rojos: montaña. Último ganador: Edgar Curto.
- Naranja: metas volantes. Último ganador: Raúl Bastida.
- Negro: sprints especiales. Último ganador: Corentin Dufort.
- Rosa: sub-23. Último ganador: Jan Castellón.